# 백옥대로
백옥대로(Baegok-daero)는 경기도 용인시 처인구 이동읍 송전리 솔밭가든삼거리와 모현읍 왕산리 매산교를 잇는 경기도의 도로이다.

## 연혁
- 2004년 12월 31일 : 이동 ~ 용인간 도로(안성시 양성면 이현리 ~ 용인시 마평동) 개통으로 기존 15.7km 구간 폐지[1]
- 2009년 8월 24일 : 2개 이상 시·군에 걸쳐있는 도로로 백옥대로를 고시[2]

## 주요 경유지
경기도
- 용인시 (처인구 이동읍 · 남동 · 김량장동 · 유방동 · 포곡읍 · 모현읍)

## 노선
| 이름                                                      | 접속 노선                                                       | 소재지 | 소재지                                                       | 비고                  |
| --------------------------------------------------------- | --------------------------------------------------------------- | ------ | ------------------------------------------------------------ | --------------------- |
| 솔밭가든삼거리                                            | 국가지원지방도 제82호선 (경기동로)                              | 용인시 | 처인구 이동읍                                                |                       |
| 송전2교                                                   | 경기동로687번길                                                 | 용인시 | 처인구 이동읍                                                |                       |
| 송전 교차로                                               | 국도 제45호선 (남북대로) 화산로                                 | 용인시 | 처인구 이동읍                                                |                       |
| 마니커입구삼거리                                          | 백옥대로144번길                                                 | 용인시 | 처인구 이동읍                                                |                       |
| 시미1리입구삼거리                                         | 안터로                                                          | 용인시 | 처인구 이동읍                                                |                       |
| 시미 교차로                                               | 국도 제45호선 (남북대로)                                        | 용인시 | 처인구 이동읍                                                |                       |
| 시미3리입구 교차로                                        | 시미곡로                                                        | 용인시 | 처인구 이동읍                                                |                       |
| 덕성3리입구 교차로                                        | 백옥대로320번길                                                 | 용인시 | 처인구 이동읍                                                |                       |
| (덕성1리입구)                                             | 덕성로                                                          | 용인시 | 처인구 이동읍                                                |                       |
| 덕성2리입구 교차로                                        | 삼배울로                                                        | 용인시 | 처인구 이동읍                                                |                       |
| 영동산업삼거리                                            |                                                                 | 용인시 | 처인구 이동읍                                                |                       |
| 덕성 교차로                                               | 국도 제45호선 (남북대로)                                        | 용인시 | 처인구 이동읍                                                |                       |
| 제1천리교                                                 |                                                                 | 용인시 | 처인구 이동읍                                                |                       |
| 신미주2단지입구삼거리                                     | 백옥대로587번길                                                 | 용인시 | 처인구 이동읍                                                |                       |
| 이동농협앞사거리                                          | 지방도 제318호선 (이원로)                                       | 용인시 | 처인구 이동읍                                                | 지방도 제318호선 구간 |
| 용천초교앞 교차로                                         | 원천로                                                          | 용인시 | 처인구 이동읍                                                | 지방도 제318호선 구간 |
| 천리약국앞 교차로                                         | 백옥대로621번길 백옥대로624번길                                 | 용인시 | 처인구 이동읍                                                | 지방도 제318호선 구간 |
| 천리삼거리                                                | 지방도 제318호선 (백자로)                                       | 용인시 | 처인구 이동읍                                                | 지방도 제318호선 구간 |
| 천리2교                                                   |                                                                 | 용인시 | 처인구 이동읍                                                |                       |
| 대교눈높이교육원삼거리 금광아파트앞삼거리                 |                                                                 | 용인시 | 처인구 이동읍                                                |                       |
| 숙명여대연수원입구삼거리                                  | 백옥대로730번길                                                 | 용인시 | 처인구 이동읍                                                |                       |
| 노루실앞 교차로                                           | 백옥대로753번길                                                 | 용인시 | 처인구 이동읍                                                |                       |
| 은화삼CC입구삼거리                                        |                                                                 | 용인시 | 처인구 이동읍                                                |                       |
| 무네미고개                                                |                                                                 | 용인시 | 처인구 이동읍                                                |                       |
| 처인구                                                    |                                                                 | 용인시 |                                                              |                       |
| 안터입구삼거리                                            | 신기로                                                          | 용인시 |                                                              |                       |
| 신기마을입구삼거리 (남리 교차로)                          | 국도 제42호선 국도 제45호선 (남북대로)                          | 용인시 | 국도 제42, 45호선 구간                                       |                       |
| 옥현정류장삼거리                                          | 평옥로                                                          | 용인시 | 국도 제42, 45호선 구간                                       |                       |
| 용인변전소입구삼거리                                      | 백옥대로1005번길                                                | 용인시 | 국도 제42, 45호선 구간                                       |                       |
| 남동사거리                                                | 명지로 송담로                                                   | 용인시 | 국도 제42, 45호선 구간                                       |                       |
| 롯데마트삼거리                                            | 백옥대로1068번길                                                | 용인시 | 국도 제42, 45호선 구간                                       |                       |
| 터미널사거리 (용인공용버스터미널)                         | 국도 제42호선 국가지원지방도 제98호선 (중부대로)                | 용인시 | 국도 제42, 45호선 구간                                       |                       |
| 용인사거리                                                | 금령로                                                          | 용인시 | 국도 제45호선 구간                                           |                       |
| 용인시장입구단일로 교차로                                 | 금령로99번길                                                    | 용인시 | 국도 제45호선 구간                                           |                       |
| 금학교                                                    |                                                                 | 용인시 | 국도 제45호선 구간                                           |                       |
| 운동장·송담대역                                           | 금학로                                                          | 용인시 | 국도 제45호선 구간                                           |                       |
| 스카이주유소삼거리 무수교삼거리 무수막정류장단일로 교차로 |                                                                 | 용인시 | 국도 제45호선 구간                                           |                       |
| 유림동 행정복지센터삼거리                                 | 백옥대로1313번길                                                | 용인시 | 국도 제45호선 구간                                           |                       |
| 버드실사거리                                              | 유림로 한터로                                                   | 용인시 | 국도 제45호선 구간                                           |                       |
| 유방교                                                    |                                                                 | 용인시 | 국도 제45호선 구간                                           |                       |
| 유림농협삼거리                                            | 백옥대로1380번길                                                | 용인시 | 국도 제45호선 구간                                           |                       |
| 용인유방고속버스정류소                                    |                                                                 | 용인시 | 국도 제45호선 구간                                           |                       |
| 중앙교회삼거리                                            | 백옥대로1392번길                                                | 용인시 | 국도 제45호선 구간                                           |                       |
| 방축동삼거리                                              | 백옥대로1402번길                                                | 용인시 | 국도 제45호선 구간                                           |                       |
| 용인IC입구사거리 (용인 나들목)                            | 50호선 영동고속도로 용인시도 제37호선 (포곡로) 백옥대로1424번길 | 용인시 | 국도 제45호선 구간                                           |                       |
| 경안천교                                                  |                                                                 | 용인시 | 국도 제45호선 구간                                           |                       |
| 처인구 포곡읍                                             |                                                                 | 용인시 | 국도 제45호선 구간                                           |                       |
| 둔전삼거리 (둔전육교)                                     | 용인시도 제37호선 (포곡로)                                      | 용인시 | 국도 제45호선 구간 광주시 방면 진입 불가 이동 방면 진출 불가 |                       |
| 삼계교                                                    |                                                                 | 용인시 | 국도 제45호선 구간                                           |                       |
| 포곡삼거리                                                | 용인시도 제37호선 포곡로)                                       | 용인시 | 국도 제45호선 구간 광주시 방면 진출 불가 이동 방면 진입 불가 |                       |
| 재원아파트단일로 교차로                                   |                                                                 | 용인시 | 국도 제45호선 구간                                           |                       |
| 동경주유소사거리                                          | 백옥대로1832번길                                                | 용인시 | 국도 제45호선 구간                                           |                       |
| 도사마을사거리                                            | 백옥대로1898번길                                                | 용인시 | 국도 제45호선 구간                                           |                       |
| 유운리입구삼거리                                          | 옥현로                                                          | 용인시 | 국도 제45호선 구간                                           |                       |
| 태원석재삼거리                                            | 새래로                                                          | 용인시 | 국도 제45호선 구간                                           |                       |
| 초현교                                                    |                                                                 | 용인시 | 국도 제45호선 구간                                           |                       |
| 세영철강삼거리 산정주유소삼거리                           | 백옥대로1995번길 백옥대로1996번길                               | 용인시 | 국도 제45호선 구간                                           | 처인구 모현읍         |
| 포곡 교차로                                               | 국가지원지방도 제57호선 (포곡 ~ 오포간 도로)                    | 용인시 | 국도 제45호선 구간                                           | 처인구 모현읍         |
| 산정주유소삼거리                                          | 백옥대로2101번길                                                | 용인시 | 국도 제45호선 구간                                           | 처인구 모현읍         |
| 초부교                                                    |                                                                 | 용인시 | 국도 제45호선 구간                                           | 처인구 모현읍         |
| 초부리휴게소삼거리                                        | 초부로                                                          | 용인시 | 국도 제45호선 구간                                           | 처인구 모현읍         |
| 청광레미콘삼거리                                          | 갈담로                                                          | 용인시 | 국도 제45호선 구간                                           | 처인구 모현읍         |
| 갈담사거리                                                | 갈월로 파담로                                                   | 용인시 | 국도 제45호선 구간                                           | 처인구 모현읍         |
| 만남주유소사거리                                          | 독점로 백옥대로2332번길                                         | 용인시 | 국도 제45호선 구간                                           | 처인구 모현읍         |
| 왕산초등학교삼거리                                        | 백옥대로2366번길                                                | 용인시 | 국도 제45호선 구간                                           | 처인구 모현읍         |
| 모현파출소앞 교차로                                       |                                                                 | 용인시 | 국도 제45호선 구간                                           | 처인구 모현읍         |
| 외대사거리                                                | 문현로 외대로                                                   | 용인시 | 국도 제45호선 구간                                           | 처인구 모현읍         |
| 왕산소교                                                  |                                                                 | 용인시 | 국도 제45호선 구간                                           | 처인구 모현읍         |
| 장전평앞삼거리                                            | 백옥대로2438번길                                                | 용인시 | 국도 제45호선 구간                                           | 처인구 모현읍         |
| 모현삼거리                                                | 백옥대로2476번길                                                | 용인시 | 국도 제45호선 구간                                           | 처인구 모현읍         |
| 모산마을입구삼거리                                        | 모산로                                                          | 용인시 | 국도 제45호선 구간                                           | 처인구 모현읍         |
| 매산교                                                    |                                                                 | 용인시 | 국도 제45호선 구간                                           | 처인구 모현읍         |
| 회안대로와 직결                                           |                                                                 |        |                                                              |                       |

## 주요 건물 및 시설
- 이동농협 미곡종합처리장 (경기도 용인시 처인구 이동읍 백옥대로 92)
- 나래나노텍 (경기도 용인시 처인구 이동읍 백옥대로 250)
- 용인엘리시안러닝센터 (경기도 용인시 처인구 이동읍 백옥대로 388)
- 이동119안전센터 (경기도 용인시 처인구 이동읍 백옥대로 416-2)
- 지오다노 물류센터, 덕신물류 (경기도 용인시 처인구 이동읍 백옥대로 512)
- 국일제지 (경기도 용인시 처인구 이동읍 백옥대로 563)
- 이동농협하나로마트 (경기도 용인시 처인구 이동읍 백옥대로 595)
- 대교 용인물류센터 (경기도 용인시 처인구 이동읍 백옥대로 693)
- 은화삼컨트리클럽 (경기도 용인시 처인구 백옥대로 860-38)
- 용인중고차매매단지 (경기도 용인시 처인구 백옥대로 958)
- 태성중학교, 태성고등학교 (경기도 용인시 처인구 백옥대로 1059-2)
- 롯데슈퍼 용인점 (경기도 용인시 처인구 백옥대로 1066)
- 유림동 행정복지센터 (경기도 용인시 처인구 백옥대로 1315)
- 용인유방고속버스정류소 (경기도 용인시 처인구 백옥대로 1388)
- 한국도로공사 용인영업소 (경기도 용인시 처인구 백옥대로 1401-9)
- 경방 (경기도 용인시 처인구 포곡읍 백옥대로 1952)
- 모현우체국 (경기도 용인시 처인구 모현읍 백옥대로 2366)
- 모현파출소 (경기도 용인시 처인구 모현읍 백옥대로 2372)
- 모현농협 (경기도 용인시 처인구 모현읍 백옥대로 2373)
- 모현도서관 (경기도 용인시 처인구 모현읍 백옥대로 2378)